# Зворотний бік Місяця (телесеріал)
«Зворотний бік Місяця» - російський містичний детективний телесеріал, вільна адаптація британського серіалу «Життя на Марсі» виробництво BBC. Виконавець головної ролі — Павло Дерев'янко.

## Сюжет

### Перший сезон (16 серій)
Дія починається в 2011 році. Протягом трьох років капітан московської поліції Михайло Соловйов йшов по сліду жорстокого і хитрого маніяка «Рудого», який тероризував столицю вбивствами молодих жінок. У день планованого арешту «Рудого» Михайло дізнається про смерть батька, з яким не бачився більше 30 років. Під час затримання маніяк вбиває напарника Соловйова, а самого капітана збиває автомобілем.
Прийшовши до тями після аварії, Михайло виявляє, що перемістився в часі і опинився в 1979 році в тілі свого батька — капітана міліції Михайла Івановича Соловйова. При цьому фізичне тіло самого Михайла залишається в 2011 році і перебуває в лікарні в стані коми, завдяки чому Михайло, перебуваючи в минулому, може періодично чути розмови, які ведуть з ним в лікарняній палаті його близькі, колеги та лікарі. Не розуміючи до кінця, що з ним сталося, він, утім, намагається адаптуватися до нових обставин, працюючи радянським міліціонером під виглядом власного батька і одночасно йде по сліду маніяка «Рудого», який теж перемістився з 2011 року до 1979-го. Попутно капітан Соловйов намагається з'ясувати, в чому причина метаморфози, що трапилася з ним, і шукає спосіб повернутися назад в свій час і тіло. Втручання Михайла в хід історії поступово змінює його майбутнє.

### Другий сезон (16 серій)
Після фінальної вирішальної сутички з Маніяком «Рудим» Михайло Соловйов виходить з коми, але виявляється в альтернативному 2011 році, де СРСР не розпався, а люди вже літають на Марс. У новій реальності у Михайла несподівано з'являються дружина і дочка. Ситуацію погіршує повернення до його життя Каті, в яку він закохався під час подорожі в минуле і яка виявляється дочкою тієї самої дівчини з 1979 року .
Разом з Михайлом до альтернативного 2011 року потрапляє і Маніяк «Рудий», мета якого — вбити всіх близьких Михайла.

## Фільмування і показ

### 1 сезон (16 серій)
За словами Олександра Цекало, підготовча робота над першим сезоном серіалу велася п'ять років. Сценаристам довелося повністю переробити сценарій оригінального британського серіалу Бі-бі-сі «Життя на Марсі», щоб підлаштувати події під радянські реалії минулого. Зйомки Москви 1970-х років проходили в Мінську.
Прем'єра першого сезону відбулася на «Першому каналі» 5 листопада 2012 року. 3 грудня 2012 року відбулася прем'єра сезону на українському каналі «Інтер» .

### 2 сезон (16 серій)
У листопаді 2012 року в інтерв'ю радіостанції «Ехо Москви» Олександр Цекало і режисер Олександр Котт повідомили, що почали роботу над другим сезоном телесеріалу. Зйомки проходили з 30 липня по 25 грудня 2014 року в Мінську та Борисові.
7 вересня 2014 року на сайті «Першого каналу» з'явився уривок другого сезону серіалу. 26 лютого 2016 року з'явилися перші анонси нового сезону . 9 березня вийшли нові анонси . Прем'єра другого сезону відбулася на фінському телеканалі Yle 4 липня 2016 року . 25 листопада 2016 року анонси знову стали показуватися на «Першому каналу» . Прем'єра другого сезону в Росії відбулася 5 грудня 2016 року.

«Перший канал» визнав, що рейтинги переглядів занадто низькі і перервав показ 2-го сезону після 8-ї серії. Олександр Цекало в своєму інтерв'ю журналу " Tatler " прокоментував рішення каналу :
Чому це не пішло? Можна говорити все що завгодно. Можливо, утопії та антиутопії — ще не працюючий у нас жанр. Мені цей серіал подобається. Але це моя думка проти думки глядачів. А рішення, показувати далі чи ні, повинен приймати канал, як рефері. Паралельно на " Росії " йшов в цей час шістнадцятий сезон " Таємниць слідства " з дуже хорошими цифрами. Значить, в цій битві «Зворотний бік Місяця» програв «Таємницям слідства», які мені, може бути, особисто не так близькі, але я повинен поважати думку глядача і рішення каналу. Значить, десь щось було зроблено не так.
Повністю другий сезон серіалу був показаний в російському телеефірі на каналі "Пятница!" 10 і 11 березня 2018 року і посів п'яте місце в десятці найпопулярніших програм каналу за період з 5 по 11 березня 2018 року .

## У ролях
| Актор                         | Роль                                                                          |
| ----------------------------- | ----------------------------------------------------------------------------- |
| Павло Дерев'янко              | Михайло Михайлович Соловйов (2011) / Михайло Іванович Соловйов (1979)         |
| Світлана Смирнова-Марцинкевич | Катерина Іванівна Фадєєва (1979) / Катерина Геннадіївна Фадєєва               |
| Ірина Марцинкевич             | Катерина Іванівна Фадєєва (2011)                                              |
| Іван Шибанов                  | Микола Павлов, маніяк «Рудий»                                                 |
| Семен Трескунов               | маніяк «Рудий» в дитинстві                                                    |
| Карина Разумовська            | Людмила Соловйова (1979)                                                      |
| Ірина Нарбекова               | Людмила Соловйова (2011)                                                      |
| Євгенія Крегжде               | Надя, колишня дружина Соловйова                                               |
| Євген Богомолов               | Миша Соловйов (1979)                                                          |
| Олег Алмазов                  | Григорій Котов, майор міліції (1979)                                          |
| Володимир Лаптєв              | Григорій Іванович Котов, генерал (2011)                                       |
| Дмитро Гусєв                  | Ігор Сергійович Жолобов, капітан міліції                                      |
| Олександр Ляпін               | Степан Дубченко, лейтенант міліції                                            |
| Сергій Бєляєв                 | Сергій Пряхін, капітан міліції, судмедексперт                                 |
| Сергій Галахов                | Андрій Дронов                                                                 |
| Сергій Карякін                | Павло Саврасов, співробітник КДБ (1979) / Генеральний секретар ЦК КПРС (2011) |
| Євген Нікітін                 | полковник Кирилов (2011) (в першому сезоні зіграв Саврасова у віці)           |
| Андрій Назимов                | Карл Трофимов (1979)                                                          |
| Андрій Гусєв                  | Карл Володимирович Трофимов (2011)                                            |
| Анна Корнєєва                 | Зоя, медсестра                                                                |
| Анна Цуканова                 | Аліса Сергіївна Зак, коханка Михайла Івановича Соловйова                      |
| Земфіра Вербицька             | циганка (2011)                                                                |
| Анжела Лекарєва               | циганка (1979)                                                                |
| Олександр Сирин               | Ілля Абрамович Сорокін, психіатр                                              |
| Олег Іванов                   | Петро Михайлович Тихонов, дипломат                                            |
| Ігор Ясулович                 | Ігор Гурвіц, поет                                                             |
| Світлана Солянкіна            | Раїса Гурвіц                                                                  |
| Любов Тихомирова              | Валентина, клофелінниці                                                       |
| Сергій Колтаков               | Всеволод Уколов, актор                                                        |
| Іван Агапов                   | Левченко                                                                      |
| Олександр Яценко              | Ігор Крамер, учень ювеліра                                                    |
| Борис Войцеховський           | Леонід Варшавський, композитор                                                |
| Василь Козлов                 | Кочубей, лейтенант                                                            |
| Сахат Дурсунов                | Теймур                                                                        |
| Дмитро Мирон                  | Олександр, експерт                                                            |
| Марина Зубанова               | мати Комарова                                                                 |
| Сергій Бадичкін               | Вознюк, телевізійний майстер                                                  |
| Михайло Есьман                | Коливанов, режисер                                                            |
| Катерина Чебишева             | Пеппі, подруга Карла                                                          |
| Олександр Цекало              | Тимофій Никанорович, будівельник «Дому-2»                                     |
| Віктор Цекало                 | Карлсон (Борис Аркадійович)                                                   |
| Артур Федорович               | Володимир Висоцький                                                           |
| Дмитро Мухін                  | Михайло Ходорковський                                                         |
| Михайло Шпилевський           | Михайло Горбачов                                                              |
| Ваня Левченко                 | Філя Кіркоров                                                                 |
| Діма Музиченко                | Федя Бондарчук                                                                |
| Олег Коц                      | Євген «Жека»                                                                  |
| Дмитро Межевич                | охоронець                                                                     |
| Анатолій Голуб                | водій «Форда»                                                                 |
| Юлія Кадушкевич               | продавець телевізорів                                                         |
| Іван Мацкевич                 | полковник ВПС СРСР                                                            |
| Анатолій Гур'єв               | тренер                                                                        |
| Зінаїда Зубкова               | господиня квартири                                                            |
| Олександр Алексєєнко          | Юрій Лужков                                                                   |
| Анатолій Терпіцкій            | Сергій Собянін                                                                |
| Андрій Макаревич              | камео                                                                         |
| Євген Меньшов                 | диктор (камео)                                                                |
| Анна Шатілова                 | диктор (камео)                                                                |
| Прадьюмна Чаттерджі           | Раджив Сингх, який зник індус                                                 |
| Макс Максимов                 | Єгорович, опалювач в лазні № 5                                                |
| Олена Константинова           | Маша Сказкіна, експерт-криміналіст                                            |
| Володимир Кристовський        | Ковальов, тренер з боксу                                                      |
| Анатолій Горячев              | Олег Димов, майор міліції                                                     |
| Маргарита Ісайкова            | Шура, дочка Соловйова (2011)                                                  |

## Відгуки та критика
- Кінокритик Олексій Смагін, подивившись кілька серій, відмітив, що «основна лінія виглядає багатообіцяюче», але «актори дуже переграють» і порівнює російський ремейк з англійським оригіналом[20]:

Якщо в англійській версії реакція головного героя на змінилася обстановку було показано правдоподібно, то російська нагадує «Прибульців в Америці» або «Чорного Лицаря». Це не комедія, це містичний серіал, але творці, мабуть, про це забули.

- Газета «Вечірня Москва» знайшла в телесеріалі кілька анахронізмів[21]. Також газета пише про такі кіноляпи:
  - На відривному календарі Соловйова день 1 вересня 1979 року — неділя, коли насправді це була субота.
  - Соловйов зустрічається з Володимиром Висоцьким і той переймає від Соловйова фразу «Злодій повинен сидіти у в'язниці!». Але серіал «Місце зустрічі змінити не можна» вперше був показаний вже 11 листопада 1979 року, а його зйомки почалися 10 травня 1978 року.

## Нагороди
- 2013 рік — три призи Асоціації продюсерів кіно і телебачення в номінаціях:
  - «Найкращий телевізійний міні-серіал (5-16 серій)»,
  - «Найкраща режисерська робота» (Олександр Котт),
  - «Найкращий актор телевізійного фільму / серіалу» (Павло Дерев'янко).